# Erik Rasmussen
Erik Sandvad Rasmussen (ur. 24 grudnia 1960 w Brøndby) – duński piłkarz występujący na pozycji pomocnika. Trener piłkarski.

## Kariera klubowa
Rasmussen karierę rozpoczynał w sezonie 1978 w pierwszoligowym zespole Køge BK. W debiutanckim sezonie spadł z nim do drugiej ligi. W 1980 roku przeszedł do innego drugoligowca, Herfølge BK. W sezonie 1980 awansował z nim do pierwszej ligi. W 1982 roku wrócił do Køge, grającego już również w pierwszej lidze. Od 1984 roku grę w Køge, łączył z występami w amerykańskiej drużynie Wichita Wings z ligi indooru, MISL. W Køge występował latem, a pozostałą część roku spędzał w Wichicie.
W 1988 roku został graczem zespołu BK Frem, a w 1990 roku przeszedł do Brøndby IF, grającego w pierwszej lidze duńskiej. W sezonie 1990 zdobył z nim mistrzostwo Danii. Na początku 1992 roku odszedł do trzecioligowego Helsingør IF. W tym samym roku został grającym trenerem trzecioligowego Køge. W sezonie 1995/1996 awansował z nim do drugiej ligi. W 1998 roku odszedł do Wichity Wings. Grał też w Baltimore Blast, gdzie w 2000 roku zakończył karierę.

## Kariera reprezentacyjna
W reprezentacji Danii Rasmussen zadebiutował 10 października 1990 w wygranym 4:1 meczu eliminacji Mistrzostw Europy 1992 z Wyspami Owczymi. W latach 1990–1991 w drużynie narodowej rozegrał 2 spotkania.